# Justen Blok
Justen Blok, född den 27 september 2000 i Rotterdam, är en nederländsk landhockeyspelare som spelar som back.

## Karriär
Justen Blok ingick i Nederländernas landhockeylag vid OS 2020 samt i det lag som tog guld vid OS 2024.